# Белогорье (станция, Амурская область)
Белого́рье — станция (населённый пункт) в Амурской области России. Входит в состав городского округа город Благовещенск.

## География
Станция Белогорье стоит на правом берегу реки Зея, в девяти километрах ниже железнодорожного моста на линии Благовещенск — Белогорск Забайкальской железной дороги.
В 6 км вверх по правому берегу Зеи стоит село Белогорье.
Расстояние до Благовещенска (микрорайон Моховая Падь) около 10 км (на юго-запад).

## Население
| 2002 | 2010 | 2012 | 2013 | 2014 | 2015 | 2016 |
| ---- | ---- | ---- | ---- | ---- | ---- | ---- |
| 37   | ↘22  | ↗23  | ↗31  | ↘30  | ↘29  | ↘27  |
| 2017 | 2018 |      |      |      |      |      |
| ↗28  | ↘27  |      |      |      |      |      |

## Инфраструктура
- Станция Белогорье Забайкальской железной дороги.